# Шаан
Шаан (нім. Schaan) або Шан — найбільший населений пункт Ліхтенштейну. Розташований у центрі країни, поруч зі столицею Вадуц. Населення — 5983 людей (2017), площа — 26,8 км², включаючи гори та ліс.

## Історія

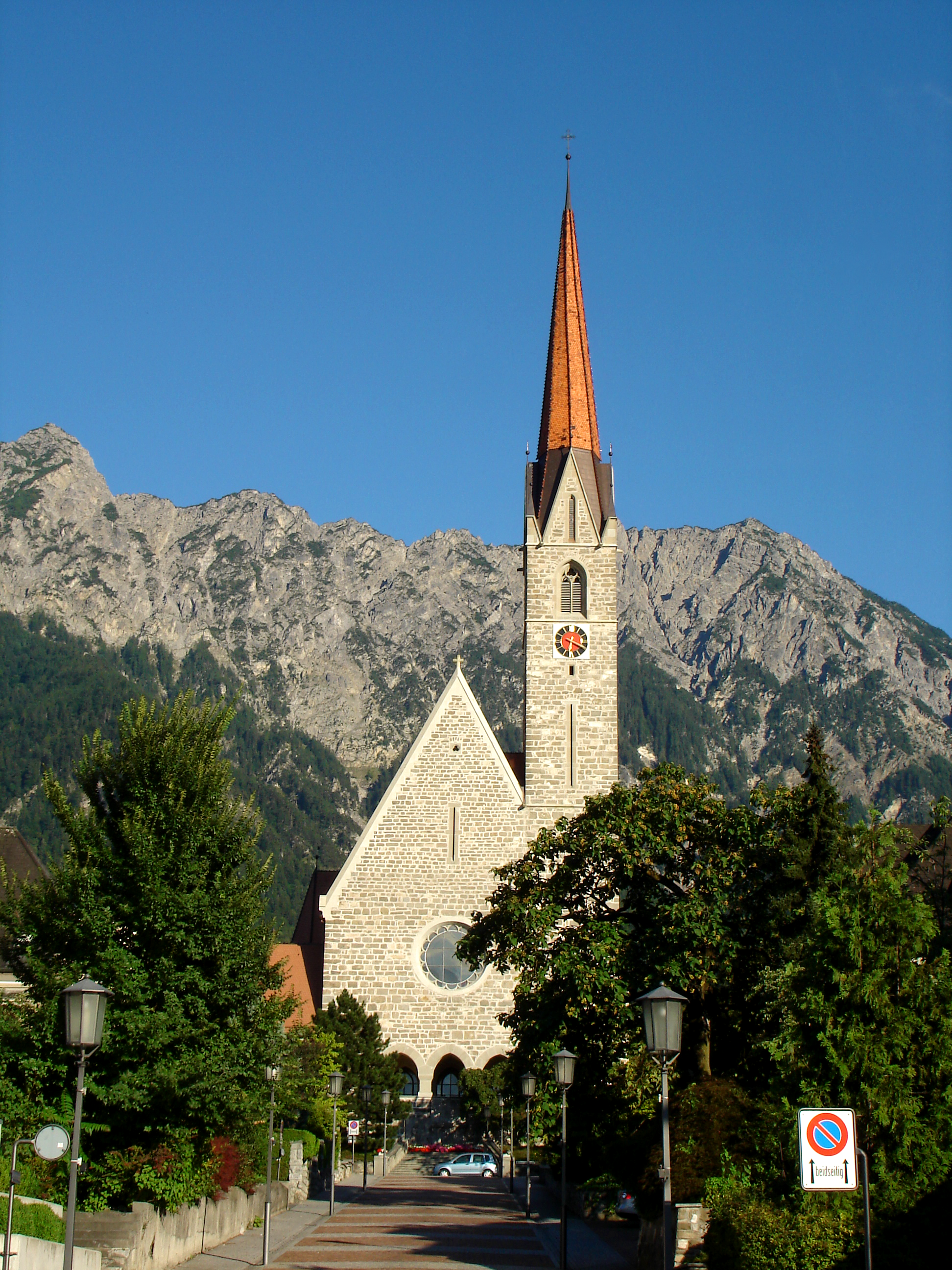
Місцева церква

Вперше згадується 850 року.

## Географія
Громада Шаан межує на півдні з громадою Вадуц, на сході з громадами Трізенберг та Планкен, а на півночі з Ешен і Гампрін. На заході межує зі Швейцарією. У східній частині громади знаходиться гірський ланцюг «Три сестри».

### Клімат
Місто розташоване в зоні, котра характеризується морським кліматом. Найтепліший місяць — липень із середньою температурою 18.9 °C (66 °F). Найхолодніший місяць — січень, із середньою температурою 0 °C (32 °F).
| Клімат Шаану            | Клімат Шаану | Клімат Шаану | Клімат Шаану | Клімат Шаану | Клімат Шаану | Клімат Шаану | Клімат Шаану | Клімат Шаану | Клімат Шаану | Клімат Шаану | Клімат Шаану | Клімат Шаану | Клімат Шаану |
| Показник                | Січ.         | Лют.         | Бер.         | Квіт.        | Трав.        | Черв.        | Лип.         | Серп.        | Вер.         | Жовт.        | Лист.        | Груд.        | Рік          |
| Середній максимум, °C   | 2,8          | 5            | 11,1         | 13,9         | 17,8         | 21,1         | 23,9         | 22,8         | 20           | 15           | 7,8          | 5            | 13,8         |
| Середня температура, °C | 0            | 1,7          | 6,7          | 9,4          | 12,8         | 16,7         | 18,9         | 17,8         | 15,6         | 11,1         | 5            | 2,2          | 9,8          |
| Середній мінімум, °C    | −2,8         | −2,2         | 2,2          | 5            | 7,8          | 12,2         | 13,9         | 12,8         | 11,1         | 7,2          | 2,2          | −1,1         | 5,7          |
| Норма опадів, мм        | 50           | 50           | 60           | 50           | 80           | 120          | 120          | 120          | 110          | 60           | 50           | 50           | 920          |
| Днів з опадами          | 11           | 9            | 12           | 12           | 12           | 13           | 13           | 13           | 12           | 12           | 14           | 12           | 145          |
| Днів зі снігом          | 9            | 7            | 4            | 4            | 3            | 2            | 3            | 4            | 5            | 8            | 8            | 9            | 66           |
| Вологість повітря, %    | 75           | 70           | 70           | 65           | 70           | 70           | 75           | 75           | 80           | 80           | 80           | 80           | 74.2         |
| ----------------------- | ------------ | ------------ | ------------ | ------------ | ------------ | ------------ | ------------ | ------------ | ------------ | ------------ | ------------ | ------------ | ------------ |
| Джерело: Weatherbase    |              |              |              |              |              |              |              |              |              |              |              |              |              |

## Населення
| Рік       | 1584 | 1812 | 1901 | 1930  | 1945  | 1991  | 2000  | 2010  | 2014  |
| Населення | 393  | 715  | 917  | 1'464 | 2'048 | 5'035 | 5'454 | 5'799 | 5'963 |

## Освіта
Існує приватна вальдорфська школа, у якій, окрім студентів Ліхтенштейну, навчаються також студенти з Австрії та Швейцарії. Школа створена в 1985 році.

## Економіка
Налічує понад 4000 підприємств, що робить його великим економічним центром країни. У Шаані розташовується офіс світової штаб-квартири Ivoclar Vivadent AG, стоматологічної компанії, яка виробляє цілу низку продуктів та систем для стоматології, одна з найбільших виробників зубних протезів; Hilti Aktiengesellschaft, одним з найбільших у світі виробників устаткування й витратних матеріалів для будівництва високопрофесійного рівня.
У місті розташований головний офіс єдиного в Ліхтенштейні телеканалу 1FLTV.

## Українці
У 2022 році Ліхтенштейн прийняв більше 200 українців-біженців. Більша частина з них розмістилася в Шаані та Вадуці.
Станом на лютий 2023 року кількість українських біженців зросла до 800 осіб і продовжувала зростати, оскільки приїздили нові.

## Відомі люди
- Сабіна Мікаела Дюнзер (1977—2006) — співачка, композитор і автор пісень, вокалістка і лідер гурту Elis.
- Александр Фрік (18 лютого 1910 Шан, Ліхтенштейн — 31 жовтня 1991 року, там же) — ліхтенштейнський державний діяч, прем'єр-міністр Ліхтенштейну (1945—1962)
- Віллі Фроммельт (1952) — ліхтенштейнський гірськолижник, призер Олімпійських ігор і чемпіонатів світу. Старший брат гірськолижника Пауля Фроммельта.
- Пауль Фроммельт (1957) — ліхтенштейнський гірськолижник, призер олімпійських ігор і чемпіонату світу в слаломі.
- Давід Гаслер (1990) — колишній ліхтенштейнський футболіст, нападник.
- Альфред Гільбе (1928, Гмунден, Австрія — 31 жовтня 2011) — ліхтенштейнський державний діяч, прем'єр-міністр Ліхтенштейну (1970—1974).